# Катхина

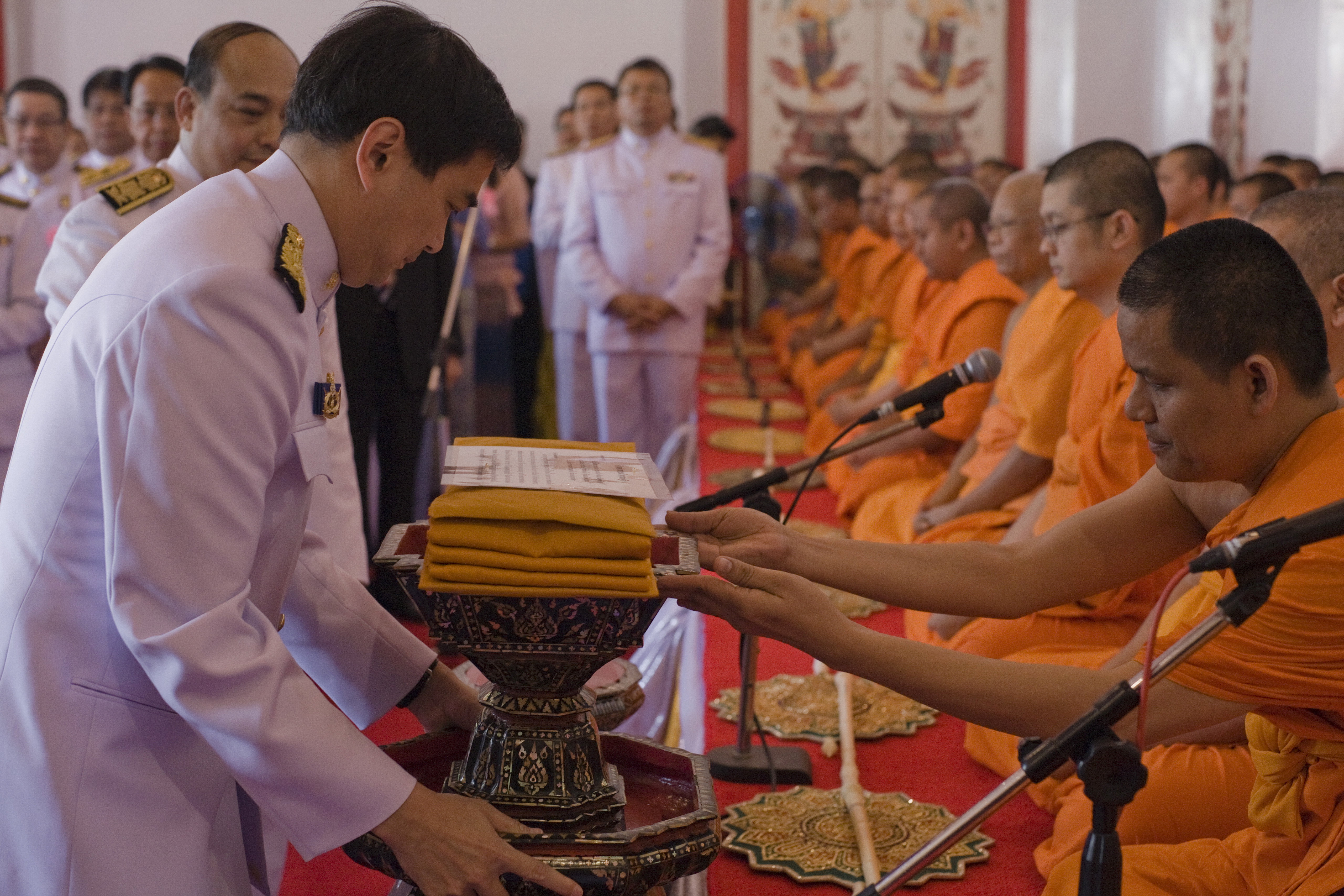
Бывший премьер-министр Таиланда Абхисит Ветчачива делает подношение монахам на церемонии Катхины в 2010 году

Катхина (тайск.: กฐิน) – ежегодная церемония преподнесения одеяний монахам в Таиланде.  Катхина проводится в течение месяца после окончания буддийского поста и календарного сезона дождей. Как правило, церемония проводится в октябре. По традиции, заложенной еще во время жизни Будды, все три месяца буддийского поста монахи находились в монастыре. Буддийский пост начинается со дня Атсалха Пуджи – это день Дхаммы, первой проповеди Будды, который отмечается в полнолуние июля. После церемонии Катхины — дня окончания поста, когда монахи принимали от мирян новые одеяние и прочие подношения, они могли покинуть монастырь для дальнейших странствий. Многие храмы Таиланда находятся под патронажем влиятельных лиц, где ежегодная церемония проводится по их инициативе. В важнейших храмах страны преподнесение ткани настоятелю монастыря осуществляется лично Его Величеством либо специально уполномоченным лицом королевского происхождения. Церемония Катхины также проводится в Бирме и Лаосе. 
Подношение во время церемонии Катхины делается не в адрес какого-либо одного монаха, а в адрес всей буддийской общины.  Этот обряд позволяет мирянам, оказывающим поддержку сангхе, проявить щедрость и накопить благие заслуги. После окончания празднования сангха распределяет дарения среди членов общины. По традиции дарение должно включать восемь предметов: одежду, чаша для сбора подаяний, бритву, ткань, зонтик от солнца, любая полезная утварь. Однако не у всех прихожан есть возможность подарить такой набор, поэтому обычно в день Катхины в Таиланде монашеская община получает монашеское одеяние, кусок мыла, бетель и др.
Слово Катхина в переводе с пали означает деревянную раму, которая используется для определения длины и ширины монашеского одеяния. По легенде 30 буддийских монахов отправились на встречу с Буддой, чтобы отпраздновать начало сезона дождей. Однако дожди начались до того, как они добрались до места назначения, и им пришлось остановиться. По указаниям Будды монахам не следует странствовать в период сезона дождей, поскольку во время странствия они могут случайно повредить посевы или наступить на насекомое и др. Таким образом, в период сезона дождей монахи должны оставаться в монастыре.
Церемония Катхины проводится также в буддийской общине, которая проживает в России. Так, в 2013 году король Таиланда Рама IX Пхумипон Адульядет дал согласие на проведение королевской церемонии Катхины в Буддавихаре в Санкт-Петербурге. На церемонию прибыл представитель короля, который сделал подношение от имени монарха. Кроме того, в день Катхины в Буддавихару прибыли чиновники Дома Правительства, генеральный секретарь Дома Правительства Таиланда Сувичак Наккаваччарачай, проректор по международным связям государственного университета имени Чулалонгкорна в Таиланде, настоятели тайских храмов из Норвегии, Финляндии и Швеции.